# CV (Album)
CV (für Compilation Video) ist eine Kompilation von Musikvideos des englischen Singer-Songwriters und Rock-Musikers Peter Gabriel, die am 12. Oktober 1987 von Virgin Music Video veröffentlicht wurde.

## Veröffentlichung
Diese Videosammlung enthält alle Musikvideos von Gabriels Studioalbum So von 1986 sowie die beiden Musikvideos I Don’t Remember von Peter Gabriel (Melt) von 1980 und Shock the Monkey von Peter Gabriel (Security) von 1982. Eine alternative Version des Videos von Don’t Give Up, bei dem Jim Blashfield Regie führte, war neben dem von Kevin Godley und Lol Creme von Godley & Creme ebenfalls enthalten.
Das Videoalbum wurde von Virgin im Laserdisc, CDV und VHS-Format veröffentlicht.
CV ist neu nicht mehr erhältlich und wurde durch die umfangreichere Videokompilation Play ersetzt, die am 25. Oktober 2004 veröffentlicht wurde und auf DVD und Blu-ray erhältlich ist. Die alternative Version des Musikvideos von Don’t Give Up von Jim Blashfield fehlt jedoch auf dieser Veröffentlichung.

## Beschreibung
Wie der Rest der So-Albumkampagne wurde auch Cover von CV von Peter Saville gestaltet. Es war Peters erste Video-Compilation, die nach dem großen Erfolg des Albums So veröffentlicht wurde.

## Titelliste
Alle Titel wurden von Peter Gabriel geschrieben.
1. Big Time
2. Don’t Give Up (1)
3. Shock the Monkey
4. Mercy Street
5. Sledgehammer
6. I Don’t Remember
7. Red Rain
8. Don’t Give Up (2)

## Mitwirkende Videoproduktion
(Quelle:)
- Marcello Anciano – Regisseur (bei I Don’t Remember)
- Jim Blashfield – Regisseur (bei Don’t Give Up (1))
- Godley & Creme (=Kevin Godley und Lol Creme) – Regisseure (bei Don’t Give Up (2))
- Brian Grant – Regisseur (bei Shock the Monkey)
- Stephen R. Johnson – Regisseur (bei Big Time und Sledgehammer)
- Matt Mahurin – Regisseur (bei Mercy Street und Red Rain)
- Peter Saville – Grafikdesign